# Joël Denis
Pour les articles homonymes, voir Denis.
 (août 2021).
Si vous disposez d'ouvrages ou d'articles de référence ou si vous connaissez des sites web de qualité traitant du thème abordé ici, merci de compléter l'article en donnant les références utiles à sa vérifiabilité et en les liant à la section « Notes et références ».
Joël Denis, de son vrai nom Denis Laplante, est un chanteur et fantaisiste né à Montréal au Québec le 11 octobre 1936.

## Biographie
Après avoir étudié le chant chez Madame Audet, c'est dans un cabaret montréalais (au Café Saint-Jacques) que Joël Denis débute comme garçon de table chantant. C'est alors que Jacques Normand lui propose de jouer dans la revue Nez à Nez qu'il présente au cabaret Aux Trois Castors. La télévision de Radio-Canada l'invite ensuite à son émission de variétés vedette Music-Hall où il impressionne avec son interprétation très visuelle du « Danseur de charleston » de Philippe Clay. Le répertoire de Joël Denis est alors beaucoup plus influencé par l'école française que par le rock' n' roll américain.
De 1962 à 1965, Joël Denis anime avec Pierre Lalonde l'émission Jeunesse d'aujourd'hui à (Télé-Métropole). Il chante L'école est finie (reprise de Sheila), Hey! Hey! Lolita, Quoi de neuf pussycat? (reprise du thème du film éponyme) et son plus grand succès Le Ya Ya (reprise de Lee Dorsey). Il est la vedette principale du film Pas de vacances pour les idoles de Denis Héroux en 1965, il a joué aussi dans Les Mâles de Gilles Carles en 1971.
De 1972 à 1976, il anime avec Pierre Marcotte et Shirley Théroux l'émission Les Tannants au réseau TVA qui sera aussi très populaire.
Depuis, Joël Denis est toujours actif sur les scènes québécoises et lors de galas télévisés. Il demeure donc un animateur-chanteur-danseur apprécié maintenant depuis plus de six décennies.

## Filmographie
- 1965 : Pas de vacances pour les idoles, de Denis Héroux
- 1971 : Les Mâles, de Gilles Carle
- 1974-1976 : La Petite Patrie : Gilles Vincelette
- 1982-1986 : Les Moineau et les Pinson : M. Marini
- 1992-1995 : Scoop : Denis Giraud
- 1994 : René Lévesque : Père Hamel

## Sources
- Rétro Jeunesse 60
- Québec Info Musique